# Nick Laird
Nick Laird (Cookstown, 1975) è uno scrittore e poeta britannico.

## Biografia
Nato nel 1975 a Cookstown, ha compiuto gli studi al Sidney Sussex College di Cambridge e, dopo una prima laurea in Letteratura Inglese e un premio in scrittura creativa, si è iscritto alla facoltà di Legge.
Dopo aver lavorato alcuni anni come avvocato coltivando nel contempo la passione per la scrittura, nel 2005 ha esordito nella narrativa con La banda delle casse da morto e nella poesia con la raccolta To a fault.
Autore di tre romanzi e 4 collezioni di liriche, ha ricevuto numerosi riconoscimenti tra cui il Somerset Maugham Award e il Betty Trask Award.
Attivo anche in ambito cinematografico e nel campo della critica letteraria, vive tra Londra e New York.

## Vita privata
Nel 2004 ha sposato la scrittrice Zadie Smith dalla quale ha avuto una figlia nel 2009 e un figlio nel 2013.

## Opere principali

### Narrativa
- La banda delle casse da morto (Utterly monkey, 2005), Roma, minimum fax, 2007 traduzione di Federica Aceto ISBN 978-88-7521-124-0.
- L'errore di Glover (Glover's mistake, 2009), Roma, minimum fax, 2010 traduzione di Federica Aceto ISBN 978-88-7521-275-9.
- Il ritorno degli dei (Modern gods, 2017), Roma, minimum fax, 2019 traduzione di Federica Aceto ISBN 978-88-3389-003-6.

### Poesia
- To a fault (2005)
- On purpose (2007)
- Go giants (2013)
- Feel Free (2018)

### Libri per ragazzi
- Stramba. Una sorpresa fuori programma (Weirdo) con Zadie Smith, Milano, Mondadori, 2021 traduzione di Chiara Carminati ISBN 978-88-04-73753-7.

## Premi e riconoscimenti
- Eric Gregory Award: 2004
- Premio Rooney per la letteratura irlandese: 2005 per To a fault[6]
- Betty Trask Award: 2006 per La banda delle casse da morto[7]
- Geoffrey Faber Memorial Prize: 2008 per On Purpose[8]
- Somerset Maugham Award: 2008 per On Purpose
- Forward Poetry Prize: 2022 per il miglior componimento singolo con Up Late[9]